# محمد قلي قشلاق
محمد قلي قشلاق هي قرية في مقاطعة مياندوآب، إيران. يقدر عدد سكانها بـ 366 نسمة بحسب إحصاء 2016.